# Sharon Needles
Sharon Needles (né le 29 novembre 1981) est le nom de scène de Aaron Coady, drag queen et chanteur américain. Coady accède à la notoriété en remportant la quatrième saison de RuPaul's Drag Race en avril 2012.

## Biographie
Aaron Coady naît le 28 novembre 1981 à Newton, dans l'Iowa,,. Il déclare dans plusieurs entretiens que son enfance fut difficile de par le fait qu'il ait été victime de brimades homophobes, entre autres, qui l'ont alors poussé à arrêter ses études avant même d'avoir obtenu son diplôme de fin de lycée.
En 2004, Coady déménage à Pittsburgh, en Pennsylvanie, où il commence à travailler en tant que drag queen sous le nom de scène de Sharon Needles dans divers clubs et autres salles avec sa troupe de « The Haus of Haunt ».

### Carrière
En novembre 2011, Logo TV annonce que Sharon Needles fait partie des participants à la quatrième saison de RuPaul's Drag Race. La saison débute le 30 janvier 2012. Needles remporte le tout premier challenge et devient d'emblée remarqué pour ses choix de maquillage non conventionnels et ses goûts vestimentaires morbides,,,,.
Tout au long de la quatrième saison de Drag Race, Needles parvient à se faire aimer du public et devient vite favori des médias, des juges, et des téléspectateurs pour ses traits d'esprit, sa confiance en lui, son humilité, sa singularité, ainsi que pour son esthétique "transgressive",,,,. Le 27 mars 2012, Lady Gaga émet un tweet félicitant les choix vestimentaires de Needles, lui proposant même de lui emprunter un de ses costumes pour sa tournée,. Néanmoins, Needles lui-même admet qu'il avait de sérieux doutes quant à sa capacité à gagner la compétition.
À la suite de fuites ayant circulé sur internet quant au nom des gagnants des saisons précédentes alors que celles-ci étaient encore en cours de diffusion, la production décide pour cette saison-ci de tourner l'épisode final dans un théâtre, quelques jours seulement avant sa diffusion,. RuPaul donne alors la possibilité au public d'exprimer son avis sur le choix du gagnant lors de l'épisode final diffusé le 25 avril 2012,. Lors de l'enregistrement, trois fin différentes avaient été filmées, avec chaque fois un des participants finaux remportant le titre, et laissant à RuPaul le soin de choisir quelques heures avant quelle version serait diffusée à la télévision,. Sharon Needles est donc couronné le 30 avril 2012,.
En juin 2012, Needles remporte le vote organisé sur Facebook qui vise à l'intégrer au casting de RuPaul's Drag Race: All Stars réunissant d'anciens candidats de l'émission, mais finit par décliner la proposition. Il confirme également que la personne qui le remplacera dans l'émission sera celle arrivée en seconde place, Pandora Boxx, un ancien candidat de la saison 2 de Drag Race.
En octobre 2012, Needles devient présentateur régulier sur Logo TV dans une série intitulée Fearce! qui vise à présenter des films d'horreur et autres thrillers diffusés sur ladite chaîne. Il devient également le visage d'une campagne publicitaire pour l'association People for the Ethical Treatment of Animals (PETA) promouvant le végétarisme.
Le 29 janvier 2013, Needles sort son premier album studio PG-13, dont sont issus plusieurs singles tels "Dressed To Kill", "Call Me On The Ouija Board", et "This Club is a Haunted House (en duo avec RuPaul)". PG-13 se classe à la place 186 du Billboard 200 avec 3 000 copies vendues la première semaine.
En avril 2013, Needles apparaît sur le single "RuPaulogize", issu du premier album de Willam Belli The Wreckoning.
Il sort son second album intitulé Taxidermy le 31 octobre 2015, dont sont issus le singles et le clip des "Dracula" et "Hollywoodn't".
En décembre 2015, il apparaît également sur l'album de Noël Christmas Queens dans une reprise punk rock du standard "Jingle Bells".
Le 6 octobre 2017, il publie son troisième album studio Battle Axe, accompagné d'un clip vidéo illustrant le premier single éponyme. Deux autres clips suivront, pour les chansons "Andy Warhol Is Dead" et "666".
Lors d'une vidéo en direct diffusée sur sa page Facebook en mai 2019, il annonce travailler simultanément sur deux projets musicaux : un EP avec pour thème la fête d'Halloween et entièrement composé de reprises, puis son quatrième album studio pour 2020.
L'EP de reprises en question, intitulé Spoopy, sort le 11 octobre 2019 sur les plateformes digitales.

## Honneurs et distinctions
En juin 2012, le conseil municipal de la ville de Pittsburgh diffuse une proclamation officielle qui fait du 12 juin 2012 le "Sharon Needles Day",,.
Sharon Needles est également déclaré "Best Drag Performer of Pittsburgh 2015" par l'équipe de l'hebdomadaire du Pittsburgh City Paper.

## Vie personnelle
Needles vit à Pittsburgh. Lui et Justin Honard, plus connu sous son nom de scène Alaska Thunderfuck 5000, mettent fin à leur relation de quatre ans en 2013, mais décident de rester amis,,.

## Controverses
Needles a été largement critiquée pour son utilisation constante et fréquente du mot « nigger », certains racontant des incidents où elle l'a utilisé en public.[38][39] Needles a également été critiquée pour son utilisation d'images racistes dans son spectacle, les militantes Enakai et Maura Ciseaux déclarant qu'« en employant un langage et des images racistes dans son spectacle, Needles pourrait perpétuer un environnement [raciste] ».[40] Un ancien producteur de Drag Race a désigné Needles comme l'une des trois anciennes queens à avoir été « exclues à 100 % » de la franchise, en partie à cause de son racisme et d'autres allégations portées contre elle.[41]
En 2013, une fan de RuPaul's Drag Race, alors âgée de 15 ans, a commencé à discuter avec Needles sur FaceTime et les réseaux sociaux. Elle lui a confié ses automutilations et ses pensées suicidaires, et Needles l'aurait encouragée à continuer à se faire du mal. Lors de leur rencontre, la fan a avoué avoir avalé des pilules, et Needles a répondu que « le suicide est beau, qu'ils devraient continuer à en prendre, et qu'ils étaient des idiots et des crétins ». La fan a affirmé que Needles les encourageait à « se suicider plus profondément » lorsqu'ils s'automutilaient. Après avoir gagné une croisière sur le thème de RuPaul's Drag Race, Needles leur aurait donné des « fusils à herbe » et les aurait encouragés à boire de l'alcool. Ils ont affirmé que Needles les avait physiquement violentés, les frappant à plusieurs reprises et, à un moment donné, qu'elle s'était « assise sur leur cou et les avait étranglés ». Michelle Visage a été informée de ce qui s'était passé et a signalé les faits à la société de production de RuPaul's Drag Race. Needles a nié catégoriquement toutes les allégations.[42]
Il est cependant banni, par la suite, des événements WOW (tournées, shows tv, conventions ...)

## Discographie

### Albums studio
| Titre      | Détails | Meilleures positions | Meilleures positions | Meilleures positions |
| Titre      | Détails | US                   | US Dance             | US Indie             |
| ---------- | --- | -------------------- | -------------------- | -------------------- |
| PG-13      | - Date de sortie : 29 janvier 2013 - Label : Auto-production - Formats : CD, vinyle, téléchargement             | 186                  | 9                    | 25                   |
| Taxidermy  | - Date de sortie : 31 octobre 2015 - Label : Producer Entertainment Group - Formats : CD, téléchargement        | -                    | 11                   | -                    |
| Battle Axe | - Date de sortie : 6 octobre 2017 - Label : Producer Entertainment Group - Formats : CD, vinyle, téléchargement | -                    | -                    | -                    |

### EP
| Titre  | Détails                                                                                              | Meilleures positions | Meilleures positions | Meilleures positions |
| Titre  | Détails                                                                                              | US                   | US Dance             | US Indie             |
| ------ | --- | -------------------- | -------------------- | -------------------- |
| Spoopy | - Date de sortie : 11 octobre 2019 - Label : Producer Entertainment Group - Formats : Téléchargement | -                    | -                    | -                    |

### Singles
| Année | Single                           | Album |
| ----- | -------------------------------- | ----- |
| 2013  | "This Club Is a Haunted House"   | PG-13 |
| 2013  | "Call Me on the Ouija Board"     | PG-13 |
| 2013  | "Why Do You Think You Are Nuts?" | PG-13 |
| 2014  | "Dressed to Kill"                | PG-13 |
| 2014  | "I Wish I Were Amanda Lepore"    | PG-13 |
| 2015  | "Dracula"                        |       |
| 2016  | "Hollywoodn't"                   |       |

### Autres apparitions
| Chanson                                                 | Année | Album          |
| ------------------------------------------------------- | ----- | -------------- |
| "RuPaulogize" Willam Belli (en duo avec Sharon Needles) | 2013  | The Wreckoning |

## Filmographie

### Télévision
| Year2008 | Title season 5               | Role drag queen challenge | Notes                                                        | Ref.   |
| -------- | ---------------------------- | ------------------------- | ------------------------------------------------------------ | ------ |
| 2012     | RuPaul's Drag Race           | Lui-même                  | RuPaul's Drag Race (saison 4) - Gagnant                      |        |
| 2012     | RuPaul's Drag Race: Untucked | Lui-même                  |                                                              |        |
| 2012     | RuPaul's Drag U              | Lui-même                  |                                                              |        |
| 2013     | Watch What Happens: Live     | Lui-même                  | Saison 9, Épisode 67 : "Laura Linney & John Benjamin Hickey" |        |
| 2013     | She's Living for This        | Lui-même                  | Saison 2, Épisode 1                                          | [ 35 ] |

### Clips
| Titre                            | Année | Réalisateur                  | Ref.   |
| -------------------------------- | ----- | ---------------------------- | ------ |
| "This Club Is A Haunted House"   | 2013  | Michael Sharkey              | [ 36 ] |
| "Call Me On the Ouija Board"     | 2013  | Santiago Felipe              | [ 37 ] |
| "Why Do You Think You Are Nuts?" | 2013  | Marina Pfenning & Tony Balko | [ 38 ] |
| "Dressed to Kill"                | 2014  | Ben Simkins                  | [ 39 ] |
| "I Wish I Were Amanda Lepore"    | 2014  | Ben Simkins                  | [ 40 ] |
| "Dracula"                        | 2015  | Santiago Felipe              | [ 41 ] |
| "Jingle Bells"                   | 2015  | David Charpentier            | [ 42 ] |
| "Hollywoodn't"                   | 2016  | Santiago Felipe              | [ 43 ] |
| "Battle Axe"                     | 2017  | Santiago Felipe              | [ 44 ] |
| "Andy Warhol Is Dead"            | 2017  | Ben Simkins                  | [ 45 ] |
| "666"                            | 2018  | Brad Hammer                  | [ 46 ] |
| "Monster Mash"                   | 2019  | Brad Hammer                  | [ 47 ] |

### Apparitions
| Titre                                                                          | Année | Réalisateur     | Ref.   |
| ------------------------------------------------------------------------------ | ----- | --------------- | ------ |
| "Glamazon" (RuPaul en duo avec Sharon Needles, Phi Phi O'Hara & Chad Michaels) | 2012  | Mathu Anderson  | [ 48 ] |
| "RuPaulogize" (Willam Belli en duo avec Sharon Needles)                        | 2013  | Michael Serrato | [ 49 ] |